# Julie von Voss
Julie Amalie Elisabeth von Voss, född 24 juli 1766 i Buch  i Berlin, död 25 mars 1789, var en preussisk hovdam, morganatiskt gift genom bigami med kung Fredrik Vilhelm II av Preussen.
Julie von Voss var dotter till Friedrich Christian von Voss och Amalia Ottilia av Vieregg och blev 1783 hovdam åt Preussens drottning Fredrika Louise av Hessen-Darmstadt. Hon gifte sig med Fredrik på Charlottenburgs slott 7 april 1787, trots att han redan var gift, och fick titeln grevinnan Ingenheim. Julie von Voss avled i lungsot.